# Rosmolen

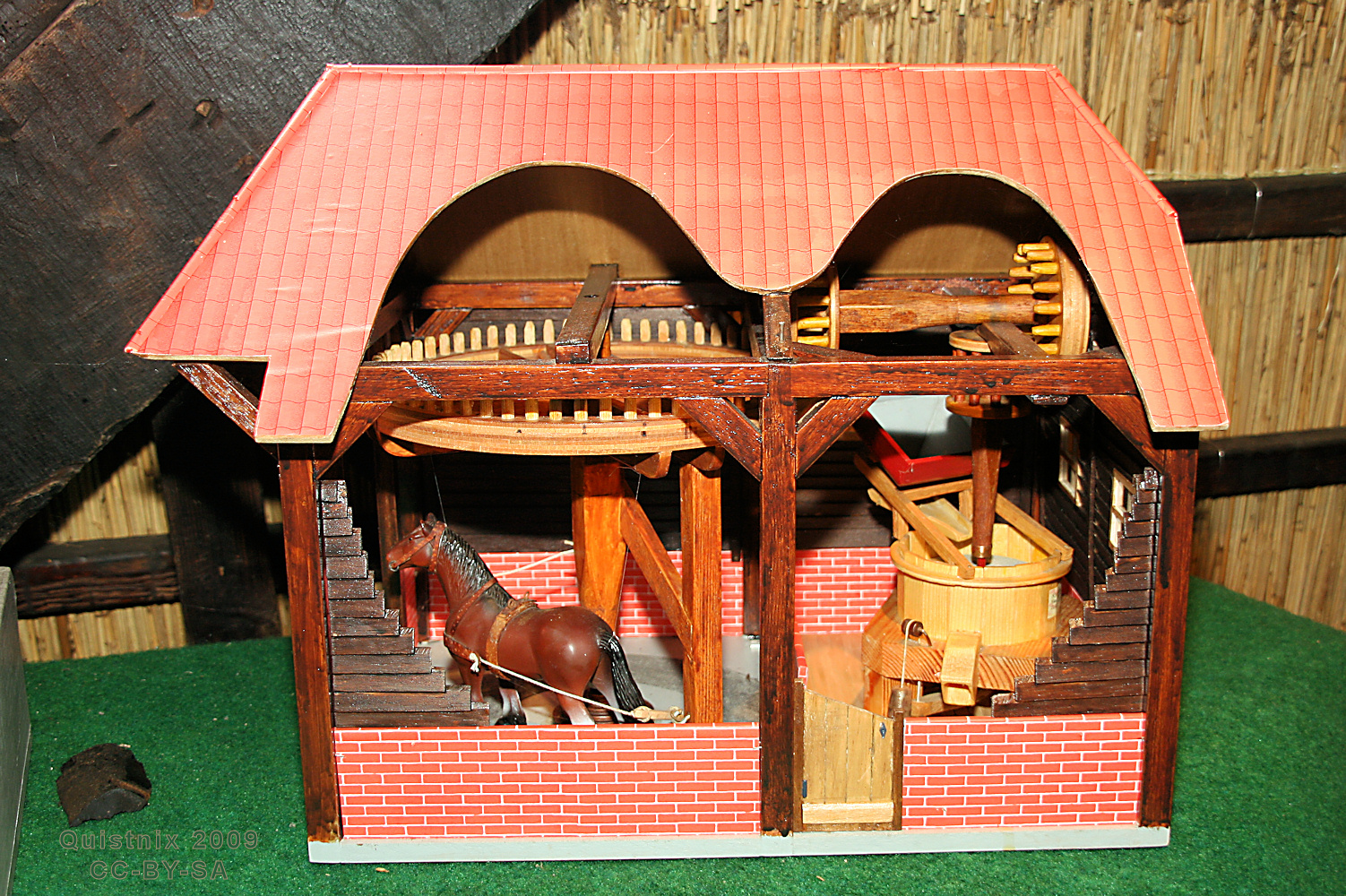
Model van een roskorenmolen

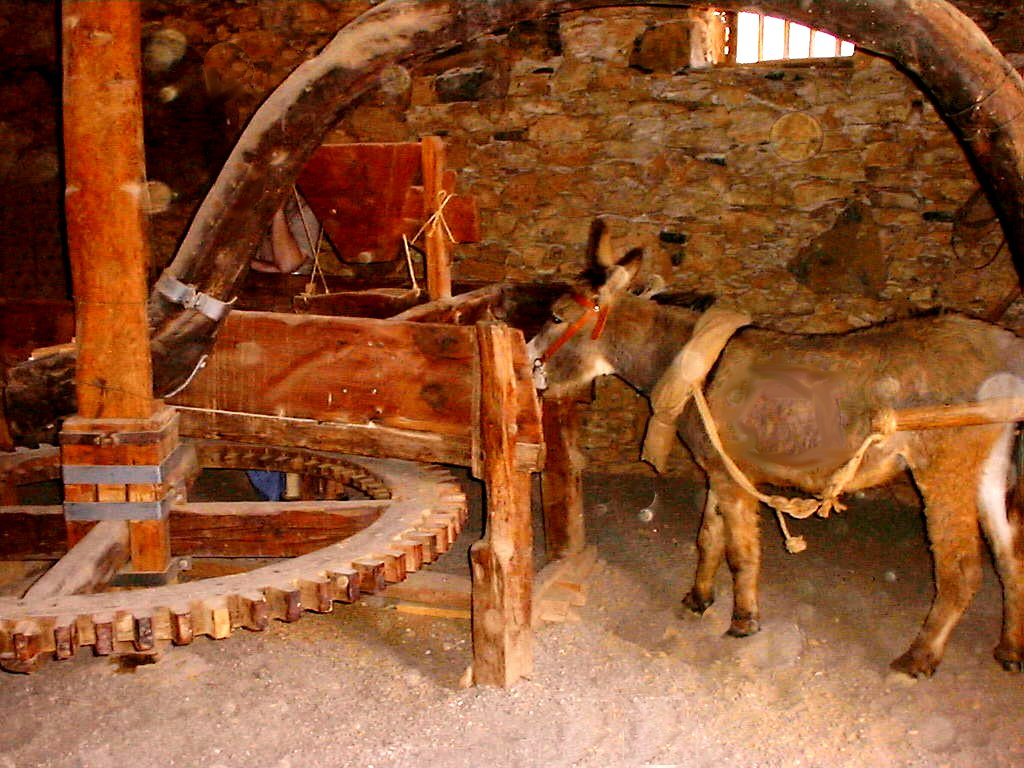
Rosmolen in Puerto del Rosario

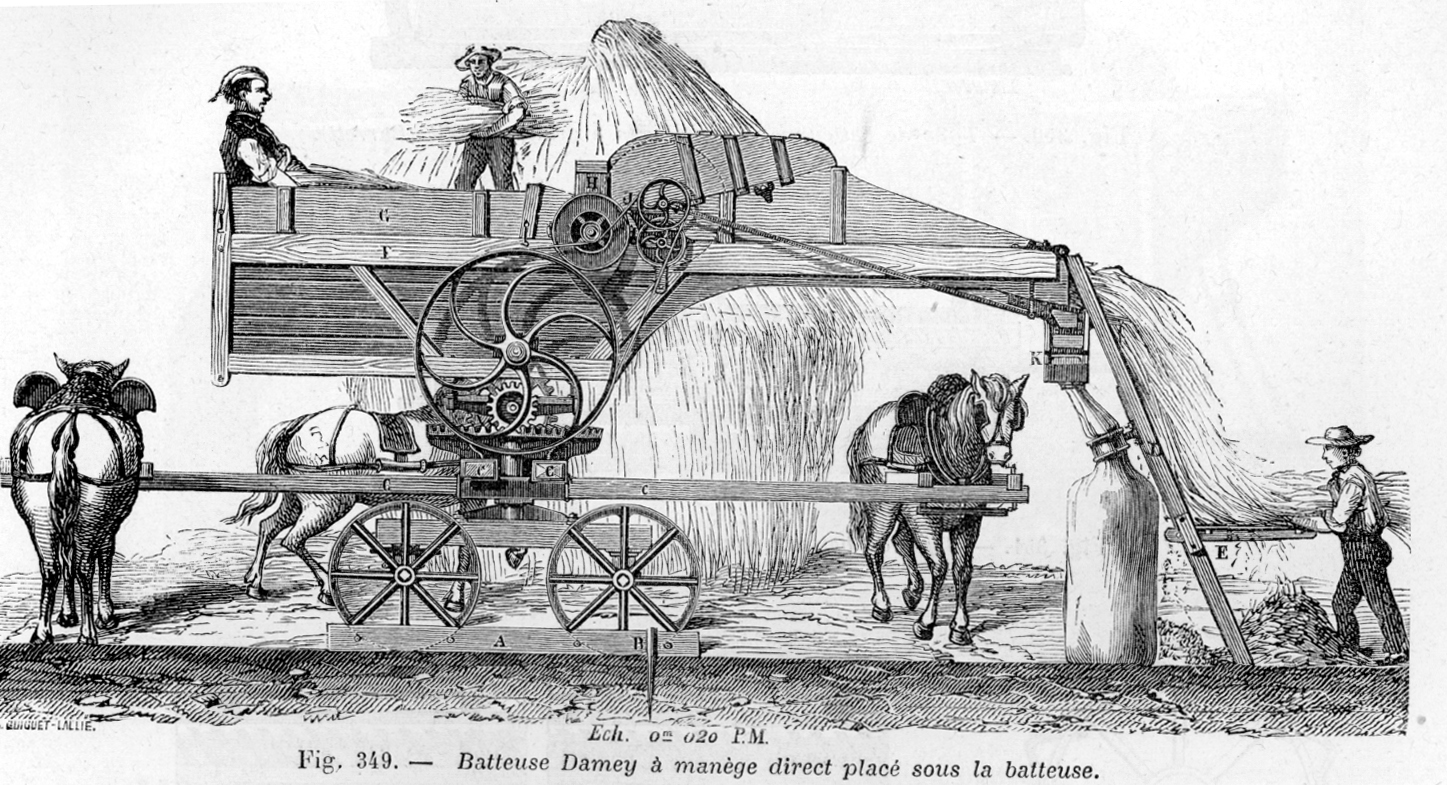
Rosmolen ingericht als dorsmachine

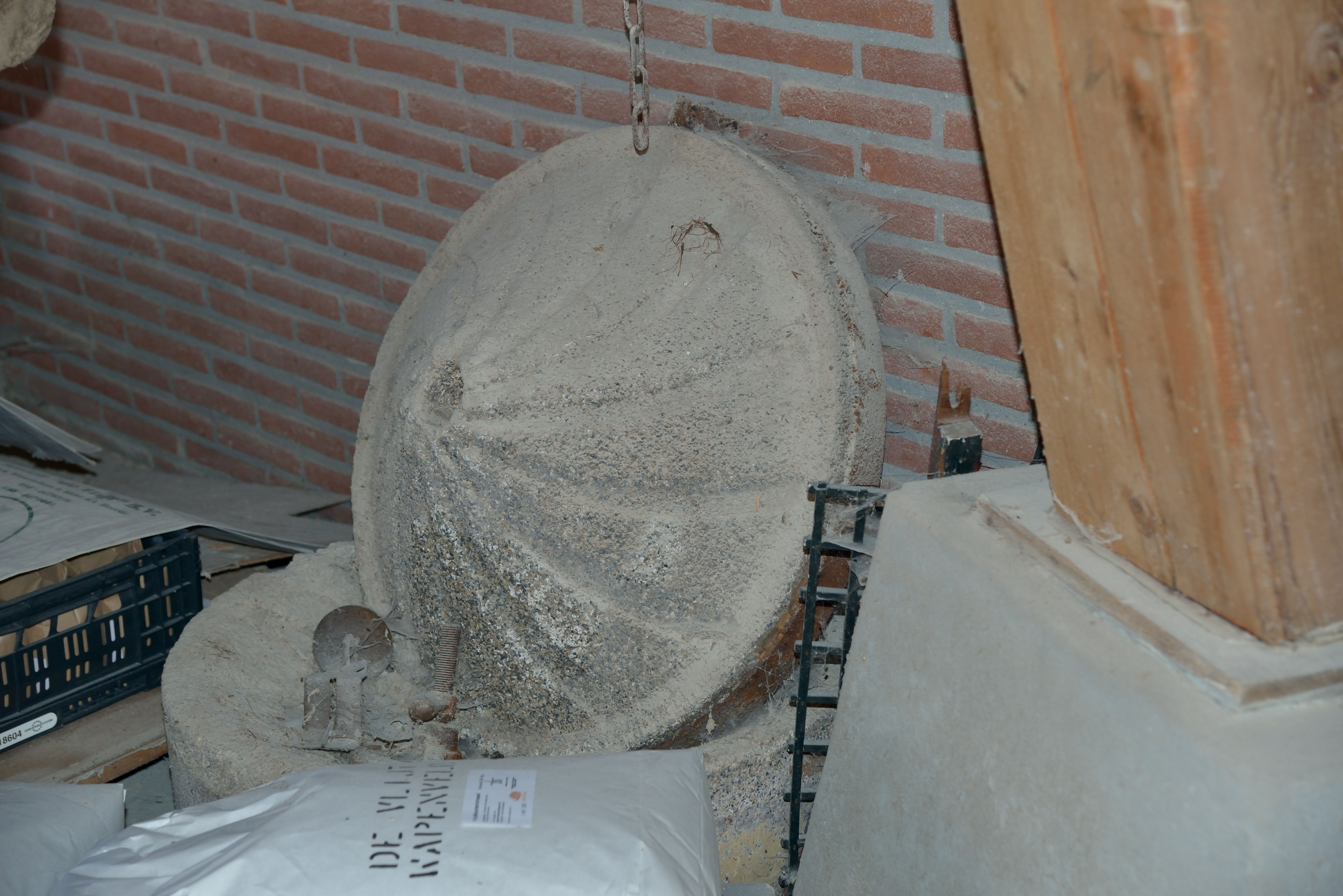
Conische molensteen van een rosmolen

Een rosmolen is een molen waarbij de aandrijvingkracht wordt geleverd door een paard (ros) of een ezel. In het verleden waren er boerderijen die zelf een rosmolen hadden maar meestal stond er in een dorp een grotere rosmolen, vaak aangedreven door twee paarden. Rosmolens werden soms gebouwd om het windrecht van een banmolen te omzeilen.

## Werking
Het principe van het malen is hetzelfde als bij andere molens. De rosmolen werd voor uiteenlopende doeleinden gebruikt: het malen van graan tot meel, het uitpersen van zaden tot olie, het karnen van boter of bemaling van water.
De grotere rosmolens waren bouwsels waarin de molenstenen over elkaar rolden of schuurden, terwijl het paard of het stel paarden buiten het bouwwerk liep. De aandrijving gebeurde dan via een balk die aan de top van het dak bevestigd was en waaraan verticaal naar beneden een 'boom' bevestigd was waaraan beneden een tandwielmechanisme was gemaakt.
Baggerschuiten werden wel uitgerust met rosmolens voor de aandrijving van een baggermolen.

## Andere dieren
Voor sommige werktuigen werden ook andere dieren dan paarden ingezet om een draaiende beweging te verkrijgen. De karnmolen werd vaak aangedreven door een hond; een enkele maal was er sprake van een koemolen; in woestijnachtige gebieden gebruikt men vaak kamelen of dromedarissen om een molen of een waterpomp in beweging te zetten. Ook de mens werd wel ingezet, bijvoorbeeld in middeleeuwse torenkranen, waarin zich een verticaal opgestelde tredmolen bevond.

## Rosmolens in België

### Antwerpen
- Antwerpen: Rosmolen aan het brouwershuis
- Lille: Slagmolen (maalvaardig)

### Limburg
- Bokrijk: Rosmolen van Lampernisse
- Bokrijk: Rosmolen van Leisele
- Lommel: Rosmolen van de Groote Hoef
- Sint-Martens-Voeren (Voeren): Rosmolen aan het kasteel
- Zonhoven: Rosmolen van De Hoev

### Oost-Vlaanderen
- Beke (Zomergem): Rosmolen van de Lievemolen
- Ertvelde: Rosmolen aan de Stenen Molen
- Gent: Rosmolen aan de Sint-Pietersabdij
- Olsene: Rosmolen van het kasteel (bij het voormalige neerhof)
- Vrasene (Beveren-Waas): Rosmolen ter Biest
- Herzele: nieuwe rosmolen (anno 2014) bij molen Te Rullegem
- Schellebelle (Wichelen): Rosmolen van het Veir

### West-Vlaanderen
- Alveringem: Rosmolen van de Steendamhoeve: Steendamstraat 6
- Bredene: Rosmolen van het Trojaneford: Plassendaalsesteenweg 4
- Bredene: Rosmolen van Hof Ter Yeste: Kwadeweg 3
- Bredene: Rosmolen van de Vicognyhoeve: Blauwvoetlaan 2
- Brugge: Het oud waterhuis: Hendrik Consciencelaan
- Ettelgem (Oudenburg): Rosmolen: Klemskerkestraat 5
- Gistel: Rosmolen: Abdijstraat 75
- Gistel: Rosmolen: Abdijstraat 88
- Hoogstade (Alveringem): Rosmolen: Brouwerijstraat 11
- Hoogstade (Alveringem): Rosmolen van de Collaertshille: Collaertshillestraat 2
- Izenberge (Alveringem): Rosmolen: Izenbergestraat 142
- Izenberge (Alveringem): 2 rosmolens in het openluchtmuseum Bachten de Kupe
- Leffinge (Middelkerke): Rosmolen: Kalkaertweg 15
- Meetkerke (Zuienkerke): Rosmolen aan de ooievaar: Oude Oostendsesteenweg 53
- Meulebeke: Rosmolen: Veldstraat 130
- Oostkamp: Rosmolen: Waterstraat
- Oostkerke: Rosmolen: Sabtweg 2
- Sint-Andries (Brugge): Rosmolen aan de abdij van Zevenkerke: Zevenkerke 1
- Sint-Michiels (Brugge): Rosmolen aan de Trutselaar: Tillegem-Bos
- Sint-Pieters-op-den-dijk (Brugge): Rosmolen aan de hoeve Spizele: Blankenbergesteenweg 456
- Stalhille (Jabbeke): Rosmolen: Cathillestraat 6
- Stalhille (Jabbeke): Rosmolen: Paddegatstraat 3
- Torhout: Rosmolen: Ieperse heirweg 5 (manege, ontmanteld in 2005)
- Westkerke: Rosmolen aan de Massenhove: Massenhoveslag 1
- Wilskerke: Rosmolen: Fleriskotstraat 15
- Wulpen (Koksijde): Rosmolen: Wulpendammestraat 11
- Wulvergem-Vinkem (Veurne): Rosmolen: Zomerweg 7
- Zande (Koekelare): Rosmolen: Korkentapstraat 3
- Zuienkerke: Rosmolen aan de grote stoove: Nieuwe gentweg 140

### Wallonië
- Villers-Le-Bouillet: Rosmolen

## Rosmolens in Duitsland
- Rossmühle Oberbauerschaft